# Irene Agyepong
Pour les articles homonymes, voir Agyepong.
Irene Akua Agyepong est une médecin ghanéenne en santé publique, elle travaille au Dodowa Health Research Centre et elle est membre de la Faculté de santé publique du Ghana College of Physicians and Surgeons (en). Agyepong a dirigé la commission The Lancet sur l'avenir des soins de santé en Afrique subsaharienne.

## Enfance et éducation
Enfant, Ageypong voulait écrire, coudre et devenir médecin. Elle a finalement étudié la médecine à la faculté de médecine de l'Université du Ghana. Elle a déménagé au West African College of Physicians, où elle a été encouragée par sa tante, Phyllis Antwi, à se spécialiser en santé publique. Après avoir obtenu son diplôme, Ageypong a travaillé comme médecin suppléant dans un hôpital de mission. L'un de ses premiers postes est en obstétrique; qu'elle a trouvé émotionnellement difficile. Dans une interview avec The Lancet, Agyepong a expliqué : « C'était le Ghana dans les années 1980, nous sortions encore d'une période économique vraiment difficile. Parfois, il n'y avait pas de gants, il n'y avait pas les bonnes aiguilles, parfois vous ne pouviez pas trouver des choses simples comme un scalpel… Et il n'y avait pas de banque de sang… Vous pouviez faire mourir quelqu'un avant que suffisamment de sang ne soit disponible. Vous sauriez quoi faire, mais vous ne pouviez pas ». Elle a été encouragée par le directeur des services médicaux de l'époque, Moses Adibo, à travailler à l'international et a déménagé au Royaume-Uni pour étudier la santé publique à la Liverpool School of Tropical Medicine (en). Agyepong a finalement déménagé aux États-Unis, où elle a obtenu un doctorat en lutte contre le paludisme au Ghana. 

## Recherche et carrière
Après avoir obtenu son doctorat, Ageypong est retournée au Ghana. Elle a finalement été nommée directrice de la santé pour la région du Grand Accra. Elle a occupé un poste conjoint à l'École de santé publique de l'Université du Ghana ,.

## Publications (sélection)
- (en) Peters, Adam, Alonge et Agyepong, « Republished research: Implementation research: what it is and how to do it: Implementation research is a growing but not well understood field of health research that can contribute to more effective public health and clinical policies and programmes. This article provides a broad definition of implementation research and outlines key principles for how to do it », British Journal of Sports Medicine, vol. 48, no 8,‎ 1er avril 2014, p. 731–736 (ISSN 0306-3674, PMID 24659611, DOI 10.1136/bmj.f6753, lire en ligne)
- (en) Agyepong et Adjei, « Public social policy development and implementation: a case study of the Ghana National Health Insurance scheme », Health Policy and Planning, vol. 23, no 2,‎ 1er mars 2008, p. 150–160 (ISSN 0268-1080, DOI 10.1093/heapol/czn002, lire en ligne)
- (en) Gilson, Hanson, Sheikh et Agyepong, « Building the Field of Health Policy and Systems Research: Social Science Matters », PLOS Medicine, vol. 8, no 8,‎ 23 août 2011, e1001079 (ISSN 1549-1676, PMID 21886488, PMCID 3160340, DOI 10.1371/journal.pmed.1001079, lire en ligne)